# Kraszna-havas
A Kraszna-havas (ukránul: Полонина Красна) hegység a Kárpátokban, Ukrajna területén. A Nagy-ág és a Tarac völgye között emelkedik. Közigazgatásilag Kárpátalja Técsői járásához tartozik. Legmagasabb pontja a Rózsa-havas (1563 m).
A hegység gerincén jelentős hosszon gázvezeték vezet végig, Németmokra és Égermező között nagyjából északkelet–délnyugati irányban.

## Tájbeosztás
- A Kárpát–Pannon-térség természeti tájbeosztása szerint az Északkeleti-Kárpátok nagytáj, azon belül a Gorgánok vidéke középtáj részét képező kistáj.[1]
- Az Ukrajnában használt felosztás szerint az Ukrán-Kárpátokhoz (a Kárpátok Ukrajna területére eső részéhez), azon belül a Polonyinák(wd) szerkezeti egységekhez tartozik.[3]
- Az Északkeleti-Kárpátokon belül a külső vonulathoz sorolható. Más felosztás szerint a Külső-Keleti-Kárpátok(wd) része.
- Lehatárolástól függően az Erdős-Kárpátoknak is a része.

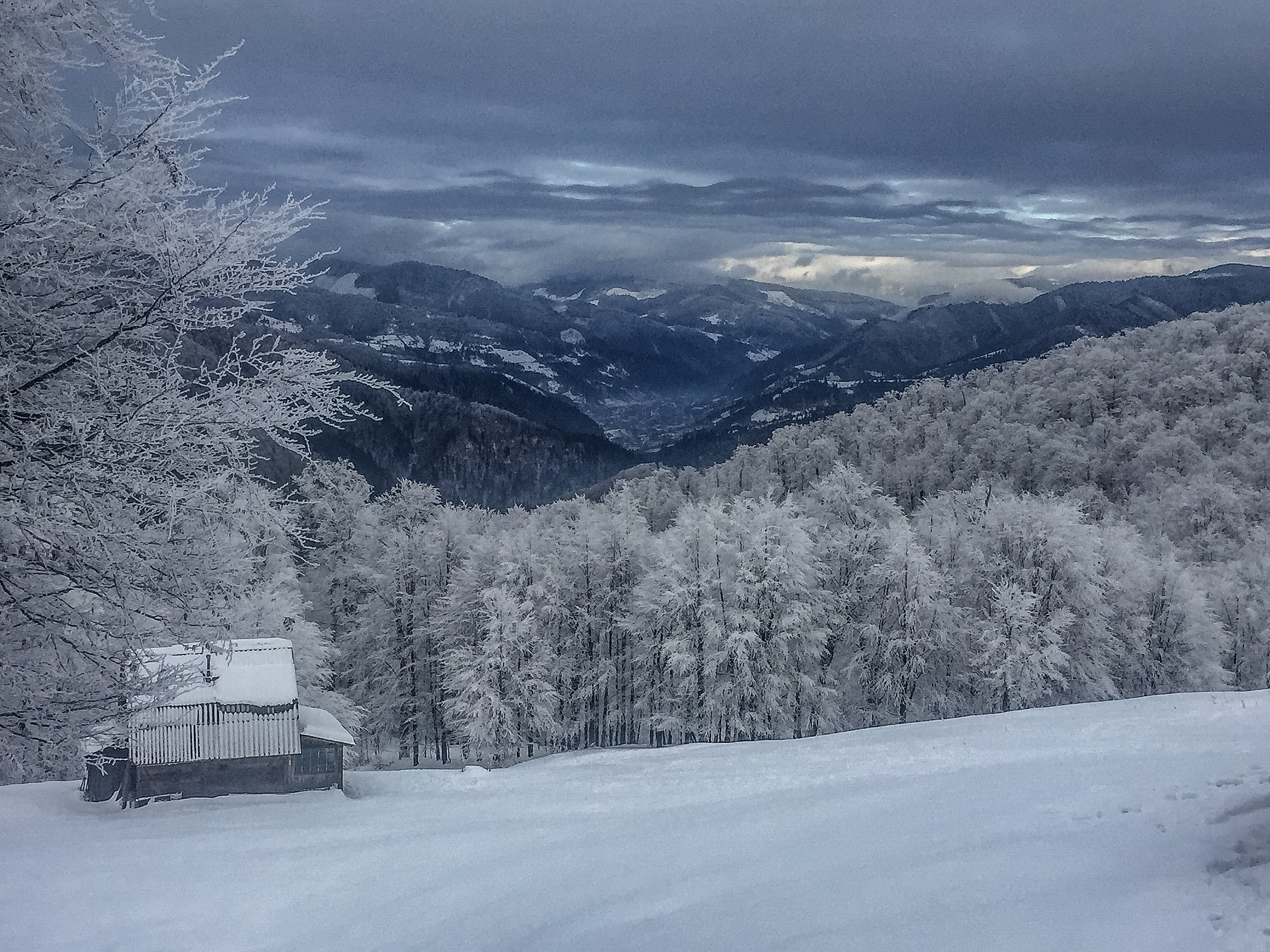
A Kraszna-havas télen

## Domborzat

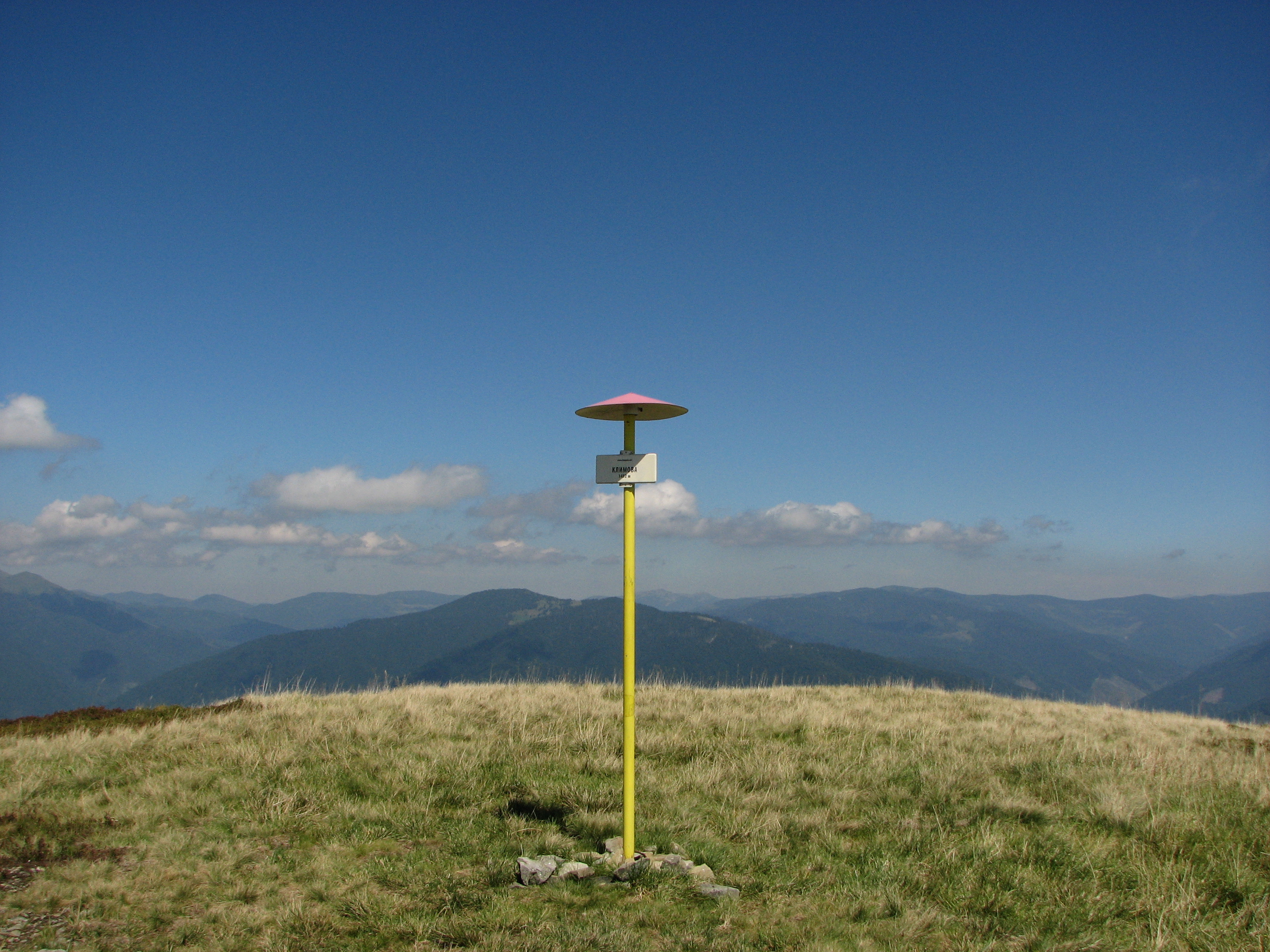
A Kelemen-havas

Flis alkotja. A Kraszna-havas főgerincére csaknem merőlegesen több ág nyúlik délre. Jellemző magassága 1200–1400 m. Legmagasabb pontja a Rózsa-havas (1564 m), további meghatározó csúcsai a Topasz (1548 m), a Mencsely (1501 m), a Hropa (1495 m) és a Kelemen-havas (1492 m). A terület legnagyobb részét meredek lejtők alkotják.

## Vízrajz
A Kraszna-havas a Nagy-ág és a Tarac völgye között emelkedik. Keresztülfolyik rajta a Talabor, melyen az 1950-es években létrehozták az Égermezei-víztározót a Talabor–Nagy-ági vízerőmű részeként. A hegységben erednek a Nagy-, Kis-Ugolyka, Odaró, Kvaszovec, Lonka-patak, Krasznisora és más patakok.

## Élővilág, természetvédelem
Alacsonyabb részein barna erdőtalajon bükkösök és lucfenyves-bükkösök dominálnak. 1200–1400 m magasságban a tőzeges talajon hegyi rétek („polonyinák”) jellemzők, helyenként havasi törpefenyő fordul elő. A magasabb hegytetőkön leegyszerűsödött szubalpi társulások töredékei vannak jelen.
A hegység északi része a Szinevéri Nemzeti Parkhoz tartozik. Egy másik, jelentős részét lefedi a déli lejtőin elterülő Ugolyka–széleslonkai rezervátum, mely az állami szinten 1968 óta védett, 1992 óta pedig az UNESCO által is jóváhagyott Kárpáti bioszféra-rezervátum része. Európa legnagyobb területű bükköseiről ismert. Az itt található Ugolyka–széleslonkai ősbükkös 2007 óta, két vele szomszédos kisebb terület (Szinevér–Égermező és Szinevér–Kvaszovec, utóbbi a Szinevéri Nemzeti Park része) 2017 óta A Kárpátok és más európai régiók ősbükkösei világörökségi helyszín része.